# Yaizu
Yaizu (jap. 焼津市, -shi) ist eine Stadt in der Präfektur Shizuoka in Japan.

## Geographie
Yaizu liegt südwestlich von Shizuoka und nordöstlich von Hamamatsu an der Suruga-Bucht.

## Geschichte
Die Stadt Yaizu wurde am 1. März 1951 gegründet.

## Verkehr
- Zug
  - JR Tōkaidō-Hauptlinie, nach Tokio oder Kōbe
- Straße
  - Tōmei-Autobahn, Richtung Tokio oder Nagoya (mautpflichtig)
  - Nationalstraße 1, Richtung Tokio oder Kyōto

## Söhne und Töchter der Stadt
- Akira Matsunaga (1914–1943), Fußballnationalspieler
- Ishida Tetsuya (1973–2005), surrealistischer Maler mit gesellschaftskritischer Agenda
- Tomohiro Matsunaga (* 1980), Ringer
- Ryūji Mochizuki (* 1988), Fußballspieler

## Weblinks

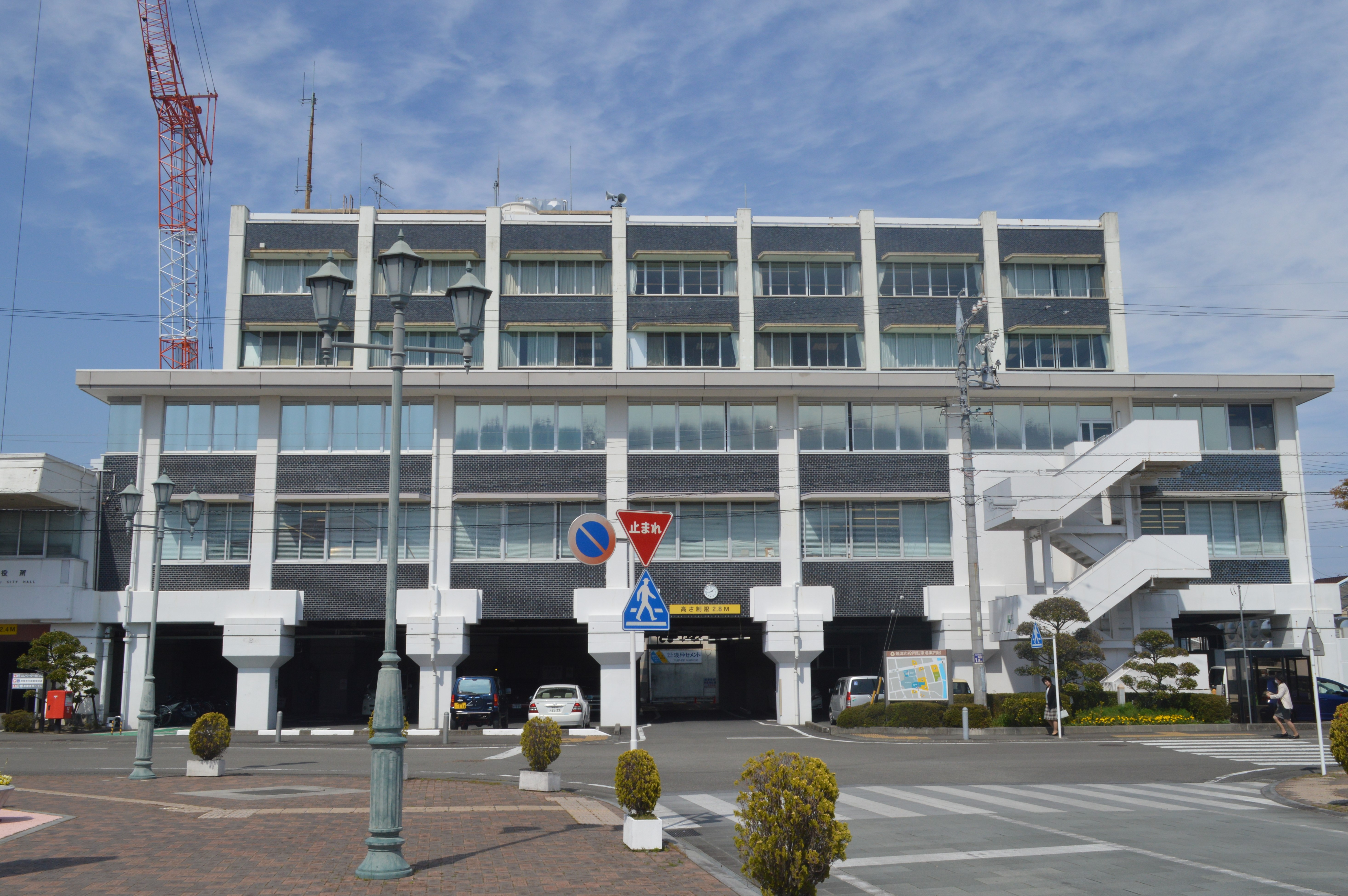
Rathaus

## Angrenzende Städte und Gemeinden
- Shizuoka
- Fujieda